# Rhynchosia candida
Rhynchosia candida är en ärtväxtart som först beskrevs av William Philip Hiern, och fick sitt nu gällande namn av Antonio Rocha da Torre. Rhynchosia candida ingår i släktet Rhynchosia och familjen ärtväxter. Inga underarter finns listade i Catalogue of Life.